# Jens Isak Kobro
Jens Isak de Lange Kobro, född 20 augusti 1882, död 1967, var en norsk jurist och politiker.
Kobro blev juris kandidat 1906, sorenskriver 1923 och blev medlem av Stortinget och Lagtinget 1931. Mars 1933 ingick han som försvarsminister i Johan Ludwig Mowinckels tredje regering.